# Hamīd ad-Dīn al-Kirmānī
Hamīd ad-Dīn Abū l-Hasan Ahmad ibn ʿAbdallāh al-Kirmānī (arabisch حميد الدين أبو الحسن أحمد بن عبد الله الكرماني, DMG Ḥamīd ad-Dīn Abū l-Ḥasan Aḥmad ibn ʿAbdallāh al-Kirmānī; gest. 1020 oder später) war ein herausragender ismailitischer Dāʿī und einer der profiliertesten ismailitischen Theologen und Philosophen der Fatimiden-Zeit. Er war mit dem hebräischen Text des Alten Testaments, der syrisch-aramäischen Version des Neuen Testaments und den nachbiblischen jüdischen Schriften ebenso vertraut wie mit der aristotelischen Philosophie, dem Neuplatonismus und den metaphysischen Systemen muslimischer Philosophen wie al-Fārābī und Avicenna. In seinen Schriften fügte er diese Strömungen und Einflüsse zu einem eigenen metaphysischen System zusammen. Al-Kirmānī war außerdem ein wichtiger Zeitzeuge für die dogmatischen Entwicklungen innerhalb der ismailitischen Daʿwa, die während des Imamats von al-Hākim bi-amr Allāh (reg. 996–1021) zur Abspaltung des Drusentums geführt haben, und bekämpfte diese neue Lehre.

## Leben
Dass nur wenig biographische Daten von al-Kirmānī bekannt sind und er von zeitgenössischen Historikern nicht erwähnt wird, ist vermutlich darauf zurückzuführen, dass er den größten Teil seiner Zeit als ismailitischer Dāʿī und Gelehrter in einer feindlichen Umgebung aktiv war, bzw. in einer Umgebung, die von Spannungen und Auseinandersetzungen zwischen unterschiedlichen religiösen und politischen Gruppierungen geprägt war. Was man über sein Leben weiß, ist daher zum größten Teil seinen eigenen zahlreichen Werken entnommen.

### Im Irak
Hamīd ad-Dīn al-Kirmānīs Nisba lässt darauf schließen, dass er in der persischen Provinz Kirman geboren wurde. Das Jahr seiner Geburt ist nicht bekannt. Aufgrund seiner Schriften ist nur die Lebenszeit von 1008 bis 1020 sicher. Al-Kirmānī lebte und lehrte zuerst im heutigen Irak. Der Titel seines nicht erhaltenen Werks al-Mağālis al-Baġdādīya al-Baṣrīya deutet darauf hin, dass er in diesen beiden Städten, Bagdad und Basra, tätig war. Idrīs ʿImād ad-Dīn al-Quraischī, ismailitisch-fatimidischer Dāʿī und Historiker (gest. 1468) im Jemen, bezeichnet al-Kirmānī als Ḥuğğat al-ʿIrāqain, d. h. als die höchste Autorität der ismailitischen Daʿwa für die beiden Irak, was darauf schließen lässt, dass sich seine Tätigkeit auch auf Zentral- und Westpersien erstreckte.
Zur damaligen Zeit waren Bagdad und Basra Zentren unterschiedlicher geistiger Strömungen und damit die Heimat einiger wichtiger geistiger Führer, wie z. B. Vertretern der Muʿtazila. In seinen Schriften aus dieser Zeit setzt sich al-Kirmānī mit diesen Strömungen auseinander. Muhammad Kāmil Husain, Herausgeber von al-Kirmānīs ar-Risāla al-wāʿiẓa, war der Meinung, dass al-Kirmānī Mitglied der sogenannten Lauteren Brüder (Iḫwān aṣ-Ṣafāʾ) gewesen sei. Dies begründete er damit, dass al-Kirmānī hauptsächlich in Basra tätig war, wo sich auch die Lauteren Brüder aufhielten, und diese nach Meinung vieler Wissenschaftler ebenfalls Ismailiten waren. Nach Ulrich Rudolph ist aber umstritten, ob die Lauteren Brüder wirklich Ismailiten waren: Manche halten ihre Lehren für die offizielle ismailitische Doktrin. Andere vermuten, dass sie von neuplatonischen Philosophen verfasst wurden. Wieder andere vermuten hinter den Lauteren Brüdern ismailitische Dissidenten, die Gegner der Fatimiden geworden waren. Neben der Darlegung der ismailitischen Glaubenslehre verfolgte al-Kirmānī im Irak mit seinen Schriften das Ziel, lokale Herrscher und Stammesführer für die ismailitische Sache zu gewinnen. Mit einigem Erfolg: im Jahre 401 der Hidschra (= 1010–11 n. Chr.) erklärten der uqailidische Herrscher von Kufa und Mosul sowie der Führer der Banū Asad in Hilla ihre Loyalität gegenüber den Fatimiden.
In seinem Werk al-Maṣābīḥ fī iṯbāt al-imāma, das vermutlich zwischen 1011 und 1015 entstand, wandte sich al-Kirmānī direkt an Fachr al-Mulk, den buyidischen Wesir. Obwohl sie Schiiten waren, unterstützten oder tolerierten die Buyiden das abbasidische Kalifat. Al-Kirmānī übte offene Kritik an dieser Haltung. Möglicherweise setzte sich al-Kirmānī mit dieser Kritik einer hohen Gefahr im Irak aus. Sicherlich geschah es auch in Anerkennung seiner Verdienste um die ismailitische Sache und im Vertrauen auf seine Fähigkeiten, dass er 1014 oder 1015, im Zusammenhang mit der Erneuerung der dortigen Daʽwa, nach Kairo, der Hauptstadt der ismailitischen Fatimiden und ihres Herrschers und Imams al-Hākim bi-amr Allāh (reg. 996–1021), gerufen wurde.

### In Ägypten
Die Situation, die al-Kirmānī in Ägypten vorfand, war eine völlig andere als diejenige im Irak, wo der sunnitische Islam abbasidischer Prägung dominierte. In Ägypten war unter den fatimidischen Dāʿīs ein Streit hinsichtlich der Natur des Imamats entbrannt. Einige von ihnen, zu denen auch die Gründer des Drusentums gehörten, vertraten die Lehre von der Göttlichkeit des gegenwärtigen Imams al-Hākim bi-Amr Allāh. Entweder auf Wunsch des Ober-Dāʿī Chatkīn ad-Daif oder des Kalifen selbst, mischte sich al-Kirmānī in diese Debatte ein und verfasste 1014–15 sein Sendschreiben Mabāsim al-bišārāt, in dem er die Lehre vertrat, dass das Imamat al-Hākims trotz seiner außergewöhnlich gesegneten Beschaffenheit von gewöhnlicher Natur sei und die Theorie seiner göttlichen Natur mit dem ismailitischen Dogma der absoluten Transzendenz unvereinbar sei.
In einem zweiten Sendschreiben, ar-Risāla al-wāʿiẓa fī nafy daʿwā ulūhīyat al-Ḥākim bi-amr Allāh, das al-Kirmānī 1017 verfasste, antwortete er auf ein Pamphlet von al-Hasan al-Achram al-Farghānī, einen der ismailitischen Dāʿīs, die extremistische Tendenzen verfolgten. Er wies darin die Proklamation von al-Hākims Göttlichkeit zurück und warf den Abweichlern Übertreibung und Unglauben vor. In diesem Werk und in anderen wies al-Kirmānī außerdem die Sichtweise der Drusen zurück, dass die Auferstehung (qiyāma) mit der Erscheinung von al-Hākim eingetreten sei und die Ära des Islams somit beendet sei. Al-Kirmānī hielt dem entgegen, dass mit al-Hākim keinesweges das Ende des Islams und der Scharia gekommen sei, sondern nach ihm noch viele weitere Imame kommen würden. Al-Kirmānīs Schriften erlebten eine weite Verbreitung und trugen zur Eindämmung der drusischen Bewegung bei. Durch die wenigen Jahre, die al-Kirmānī in Kairo verbrachte, wurde er zum Augenzeugen der turbulenten Ereignisse während der letzten Jahre der Herrschaft von al-Hākim bi-Amr Allāh. Aufgrund seiner hohen Funktion innerhalb der Daʿwa konnte er die Dimensionen der Ereignisse besser ermessen als andere, so dass seine Schriften eine der wichtigsten Quellen für diese Zeit aus ismailitischer Perspektive darstellen.

### Rückkehr in den Irak
Das Imamat von al-Hākim bi-amr Allāh endete mit dessen Verschwinden am 13. Februar 1021. Schon zuvor war al-Kirmānī in den Irak zurückgekehrt. Die endgültige Version seines bedeutendsten Werks Rāhat al-ʿaql entstand 1020 im Irak. Der Grund seiner Ausreise aus Ägypten ist nicht bekannt. Das Todesjahr von al-Kirmānī liegt ebenfalls im Dunkeln. Keine seiner Schriften ist az-Zāhir, dem Nachfolger al-Hākims, gewidmet. Daher liegt es nahe, dass er nicht viel später als 1021 starb.

## Werke
Idrīs ʿImād ad-Dīn, Geschichtsschreiber und Oberhaupt der taiyibitschen Daʿwa von 1428 bis 1468, erstellte eine Liste aller Schriften al-Kirmānīs, die sowohl diejenigen umfasste, die zu Idrīs' Lebzeiten im Jemen vorhanden waren, als auch diejenigen, die ihm nur dem Titel nach bekannt waren, vor allem weil al-Kirmānī selbst in seinen erhaltenen Werken darauf Bezug nimmt. Daraus ergibt sich ein Korpus von insgesamt 29 Werken. Von diesen sind achtzehn Bücher und Abhandlungen erhalten.
Nur drei von al-Kirmānīs Werken, nämlich ar-Risāla al-ḥāwiya (399/1008), ar-Risāla al-wāʿiẓa (408/1017) und die letzte Version von Rāḥat al-ʿaql (411/1020), sind eindeutig datiert. Anhand von Verweisen al-Kirmānīs in seinen Werken auf frühere seiner Schriften und aufgrund von darin enthaltenen Hinweisen auf historische Ereignisse gelangt Paul E. Walker zu einer ungefähren chronologischen Reihenfolge. Eine eindeutige zeitliche Einordnung ist größtenteils nicht möglich, weil al-Kirmānī seine Werke selbst immer wieder überarbeitete, so dass aus einem Verweis auf ein anderes Werk nicht zwangsläufig zu schließen ist, dass es sich dabei um ein älteres handelt.

### Erhaltene Werke

#### Aus der frühen Zeit im Irak
- ar-Risāla al-ḥāwiya fī l-lail wa-n-nahār (399/1008). Es ist das früheste erhaltene Werk von al-Kirmānī. Es ist aber anzunehmen, dass sein literarisches Schaffen in die Zeit davor zurückreicht. In der kleinen Abhandlung beantwortet al-Kirmānī die Anfrage eines untergeordneten Dāʿī darüber, ob der Tag oder die Nacht früher dagewesen sei in Zusammenhang mit der Frage der Vorrangigkeit und der Stellung sogenannter Sprecher-Propheten (nuṭaqāʾ) gegenüber sogenannten Gründern (asās).[17]
- ar-Risāla al-lāzima fī ṣaum šahr Ramaḍān wa-ḥīnihi. Al-Kirmānī beantwortet darin eine Anfrage bezüglich des Beginns des Fastenmonats Ramadan im Jahr 400/1010. Die Ismailiten ermittelten den Beginn des Ramadan durch astronomische Berechnungen, während für die Sunniten der sichtbare Neumond entscheidend war. Im Jahr 400/1010 lag der Beginn nach ismailitischer Berechnung und entsprechender Verfügung des Imams zwei Tage vor dem tatsächlichen Erscheinen des Neumonds. Al-Kirmānī rechtfertigt in dem Werk den Unterschied.[18] Das Werk wurde 1979 von Muhammad ʿAbd al-Qādir ʿAbd an-Nāsir erstmals ediert.[19]
- al-Aqwāl aḏ-ḏahabīya. Es handelt sich um eine Gegenschrift gegen aṭ-Ṭibb ar-rūḥānī von Abū Bakr ar-Rāzī, in der al-Kirmānī diesen attackiert und ihm die Qualifikation abspricht, sich mit Krankheiten der Seele zu befassen, auch wenn er dessen Fähigkeiten auf dem Gebiet der Medizin anerkennt.[20] Das Werk wurde 1977 von Ṣalāḥ aṣ-Ṣāwī in Teheran ediert.
- Maʿāṣim al-hudā wa-l-iṣāba fī tafḍīl ʿAlī ʿalā ṣ-ṣaḥāba (nach 401 der Hidschra). Al-Kirmānī attackiert darin al-Dschāhiz, der in seinem Werk Kitāb al-ʿUṯmānīya die Überlegenheit von ʿAlī ibn Abī Tālib gegenüber Abū Bakr, ʿUmar ibn al-Chattāb und ʿUthmān ibn ʿAffān leugnet. Al-Kirmānī beschreibt die Tugenden und Vorzüge, durch die sich ʽAlī vor allen anderen Gefährten auszeichnet, erweist aber auch Abū Bakr Respekt.[21] Die chronologische Einordnung beruht darauf, dass es auf einen Erlass von al-Hākim bi-Amr Allāh im Jahr 401 n. H. Bezug nimmt.[22] Die zweite Hälfte des Werks ist in zwei Handschriften der Bibliothek des Institute of Ismaili Studies erhalten.[23] Die erste Hälfte des Werks ist verlorengegangen.[24]
- al-Maṣābiḥ fī iṯbāt al-imāma (zwischen 402 und 407). Die Schrift wurde von al-Kirmānī in der Absicht verfasst, Fachr al-Mulk, den buyidischen Wesir im Irak, selbst Schiit, für die ismailitische Sache und das Imamat von al-Hākim bi-Amr Allāh zu gewinnen.[25] Er legt darin die Imamatslehre nach fatimidischem Verständnis dar.[6] Das Werk wurde 1969 von Mustafā Ghālib in Beirut ediert.
- ar-Risāla al-kāfiya fī r-radd ʿalā al-Hārūnī al-Husainī az-Zaidī war eine Gegenschrift gegen den Zaiditen al-Hārūnī al-Husainī, der al-Hākim bi-Amr Allāh das Recht auf das Imamat absprach. Al-Kirmānī hat sie vor seiner Ankunft in Ägypten abgefasst.[26]

#### Aus der Zeit in Kairo
- Risālat Mabāsim al-bišārāt bi-l-Imām al-Ḥākim bi-Amr Allāh. Das Werk ist dem Muezzin der al-Azhar-Moschee, ʿAlī ibn al-Husain ibn Ahmad al-Isfahānī, gewidmet. Al-Kirmānī beklagt darin das Chaos innerhalb der ägyptischen Daʿwa, das er nach seiner Ankunft in Kairo (405/1014 oder 406/1015) vorfand. Das Werk, in dem er das Imamat im Allgemeinen und das von al-Hākim bi Amr-Allāh im Besonderen verteidigt, sollte dazu dienen, die Ordnung wiederherzustellen.[27] Al-Kirmānī wandte sich darin gegen die drusische Bewegung, indem er erklärte, dass al-Hākim lediglich von Gott ernannt und nicht selbst göttlich sei.[28] Es liegen mehrere Editionen des Textes vor.[23]
- ar-Risāla ad-Durrīya fī maʿnā at-tauḥīd wa-l-muwaḥḥid wa-l-muwaḥḥad (nach 406). Wahrscheinlich wurde al-Kirmānī von Abū Mansūr Chatkīn al-ʿAḍudī, dem fatimidischen Ober-Dāʿī, mit dieser Abhandlung beauftragt, um eine Frage zu beantworten, die während einer Versammlung der Dāʿīs gestellt worden war. Al-Kirmānī erkennt darin die wichtige Rolle von Chatkīn an, der möglicherweise auch für seine Berufung nach Kairo verantwortlich war. Auch in dieser Schrift geht al-Kirmānī auf die beklagenswerten Zustände innerhalb der Daʿwa ein.[29] Das Werk wurde erstmals 1952 von Muhammad Kāmil Husain in Kairo ediert.[30]
- Risālat an-Nuẓum fī muqābalat al-ʿawālim baʿḍuhā baʿḍan bimā fīhā min al-mauǧūdāt. Al-Kirmānī verfasste die Schrift, um Themen, die er bereits in ar-Risāla ad-durrīya behandelt hatte, weiter klarzustellen.[31] Sie wurde 1952 von Muhammad Kāmil Husain zusammen mit ar-Risāla ad-Durrīya ediert.[23]
- ar-Risāla al-waḍīʾa fī maʿālim ad-dīn wa-uṣūlihā, von al-Kirmānī als Einführung in die Grundlagen der offiziellen ismailitischen Glaubenslehre verfasst. Er begründet darin ausführlich und systematisch seine Lehre vom zweifachen Gottesdienst. Im ersten Teil des Werks führt al-Kirmānī die Inhalte des Wissens auf, wie die Einheit und Einzigkeit Gottes (tauḥīd), Engel, Propheten, heilige Schriften und Gesetze, Seele etc., im zweiten Teil, der im Wesentlichen dem Werk Daʿāʾim al-Islām von al-Qādī an-Nuʿmān (gest. 974) folgt, die praktischen religiösen Pflichten, wie Glaubensbekenntnis, Gebet, Almosengeben, Fasten, Pilgerfahrt, Dschihad und ethisches Verhalten.[32] Eine Handschrift des Textes befindet sich in der Fyzee Collection der Bombay University Library.[23]
- ar-Risāla al-muḍīʾa fī l-amr wa-l-āmir wa-l-maʾmūr wa-fīhā radd min qaul ṣāḥib al-maqālīd. Die Schrift hängt inhaltlich mit ar-Risāla al-waḍīʾa zusammen. Al-Kirmānī widerspricht darin außerdem einer Lehrmeinung von Abū Yaʿqūb as-Sidschistānī.[31]
- ar-Risāla az-zāhira fī ǧawāb masāʾil. Darin beantwortet al-Kirmānī die Anfrage eines Dāʿī, ob eine Abū Yaʿqūb as-Sidschistānī zugeschriebene Abhandlung tatsächlich von diesem stamme, was al-Kirmānī verneint.[31]
- Risālat ar-Rauḍa fī l-azalī wa-l-azalīya. Die Schrift hängt inhaltlich mit ar-Risāla az-zāhira zusammen. Al-Kirmānī kritisiert darin Abū Yaʿqūb as-Sidschistānī für dessen Verwendung der Begriffe al-azal (Urewigkeit), al-azalī (das Urewige) und al-azalīya (die Eigenschaft der Urewigkeit).[31]
- ar-Risāla ar-raḍīya fī ǧawāb man yaqūl bi-qidam al-ǧauhar wa ḥudūṯ aṣ-ṣūra, hängt inhaltlich mit der Risālat an-Nuẓum zusammen[31] und wurde von Mustafā Ghālib in seiner Sammlung von al-Kirmānīs Abhandlungen ediert.[23]
- ar-Risāla al-wāʿiẓa ʿan masāʾil al-māriq min ad-dīn Ḥasan al-Farġānī (408/1017), von al-Kirmānī als Antwort auf ein Pamphlet von al-Achram verfasst. Er weist darin die Lehre von al-Hākims Göttlichkeit zurück und beschuldigt die Abweichler als Ghulāt und Kuffār. Er bestreitet, dass die Auferstehung durch das Erscheinen al-Hākims bereits eingetreten und die Ära des Islam damit beendet sei.[28][33] Das Werk wurde erstmals 1952 von Muhammad Kāmil Husain ediert.[34]
- Tanbīh al-hādī wa-l-mustahdī. Al-Kirmānī gibt an, das Buch geschrieben zu haben, weil er festgestellt habe, dass die Muslime in viele Fraktionen zerfallen und von ihrer wahren Religion abgewichen seien. In einem Teil des Buches stellt er die offizielle Lehre der ismailitischen Daʿwa in Bezug auf grundlegende Themen dar. Im Wesentlichen argumentiert er darin aber gegen Gruppierungen und Strömungen, wie die Philosophen (al-mutafalsifūn), die Muʿtaziliten, Zaiditen, Zwölfer-Schiiten etc., die in Opposition zum Imamat der Fatimiden standen.[1][35] Es existieren Handschriften in der Bibliothek des Institute of Ismaili Studies Library und in der Fyzee Collection der Bombay University Library.[23]
- Kitāb ar-Riyāḍ. Al-Kirmānī widmet sich darin Streitfragen innerhalb der ismailitischen Daʿwa, die auf philosophischen Auseinandersetzungen zwischen Muhammad Nasafī, Abū Yaʿqūb as-Sidschistānī und Abū Hātim ar-Rāzī über Fragen der Seele, des Geistes, der Schöpfungsordnung, des Tauhīd-Verständnisses etc., beruhten.[1][36] Al-Kirmānī empfiehlt, zur Vorbereitung der Lektüre von Rāḥat al-ʿaql dieses Werk mehrmals zu lesen.[37] Es wurde von ʿĀrif Tāmir 1960 in Beirut ediert.

#### Aus der Zeit nach der Rückkehr in den Irak
- Rāḥat al-ʿaql. Dies ist nicht nur al-Kirmānīs umfangreichstes Werk, sondern nach Paul Walker eines der interessantesten und wichtigsten Werke der ismailitischen Daʿwa überhaupt.[38] Al-Kirmānīs eigenen Aussagen zufolge entstand die endgültige Fassung 1020 im Irak.[39] Verweise auf den Titel in anderen Werken lassen vermuten, dass es eine frühere Version gab, die er schon mit nach Ägypten brachte.[40] Schon der systematische Aufbau des Werkes ist bemerkenswert. Seinen Inhalt bildet das Wissen, durch welches der Leser, al-Kirmānī zufolge, die „geistige Ruhe“ (Rāhat al-ʿaql) findet und seine Seele ewiges Leben erlangt. Dieses Wissen strukturiert al-Kirmānī in Form einer Stadt, der Stadt Gottes, in Anlehnung an den berühmten Hadith des Propheten Muḥammad: „Ich bin die Stadt des Wissens, und Ali ist ihr Tor. Und wer Wissen will, der gelangt dazu durch sein Tor“ (anā madīnat al-ʿilm wa-ʿAlī bābuhā fa-man arād al-ʿilm fa-l-yaʾtihī min bābihī). Diese Stadt besteht aus sieben Befestigungsmauern bzw. Wällen (aswār), die jeweils zu sieben Wegen (mašāriʿ) führen, bis auf den letzten Wall, von dem vierzehn Wege abgehen. Die Mauern erfüllen hierbei die Funktion einer hierarchischen Unterteilung des Wissens, während die Wege einzelne Themen oder Bereiche symbolisieren. Insgesamt handelt es sich um eine systematische Zusammenfassung des metaphysischen Wissens, das ein Gläubiger, nach al-Kirmānī, haben muss, um seine Pflicht des wissensmäßigen Gottesdienstes (al-ʿibāda al-ʿilmīya) im Rahmen des zweifachen Gottesdienstes zu erfüllen.[41] Gleichzeitig entwickelt al-Kirmānī hierin, auf der Grundlage unterschiedlicher philosophischer Traditionen, seine eigene Kosmologie, mit der er das neuplatonische Zweiersystem aus Intellekt (ʿaql) und Seele (nafs), das von früheren ismailitischen Gelehrten übernommen worden war, durch ein System aus zehn Einzelintellekten, das sich teilweise an al-Fārābī anlehnte, ersetzte.[1] Das Werk wurde von Mustafā Ghālib ediert.[42]

### Nicht erhaltene Werke
Von den nicht erhaltenen Werken, auf die al-Kirmānī Bezug nimmt, lassen sich nach Walker die folgenden der frühen Zeit im Irak zuordnen:
- al-Mağālis al-Baġdādīya wa-l-Baṣrīya. Der Titel ist ein Hinweis darauf, dass al-Kirmānī in Bagdad und Basra Lehrsitzungen (mağālis) abhielt.
- Iklīl an-nafs wa-tāğuhā. Al-Kirmānīs Einführung zu al-Aqwāl aḏ-ḏahabīya zufolge, behandelte er in diesem Werk Fragen der Führung (siyāsa), die Vorzüge bestimmter Tiere und des Menschen gegenüber anderen Wesen und das Weiterleben der Seele nach dem Tod.[43]
- al-Muqāyis. Das Werk wird von al-Kirmānī ebenfalls in seiner Einführung zu al-Aqwāl aḏ-ḏahabīya erwähnt. Es handelte sich um eine Gegenschrift gegen die Ghulāt und ihre Behauptungen bezüglich der Seelenwanderung.[44]
- al-Waḥīda fī l-maʿād bzw. Fī l-maʿād. Die Schrift wird von al-Kirmānī an 17 Stellen in sechs von seinen Werken erwähnt. Der Titel findet sich auch in Katalogen ismailitischer Handschriften, wobei es sich dort aber wohl um das Werk eines späteren Autors handelt.[45]
- Tāğ al-ʿuqūl und Risālat al-Mafāwiz wa-l-ḥadāʾiq. Die beiden Schriften werden in al-Aqwāl aḏ-ḏahabīya erwähnt und befassten sich vermutlich mit Fragen der Seele.[46]
- Kitāb an-Naqḍ wa-l-ilzām. Einem Hinweis in al-Aqwāl aḏ-ḏahabīya nach handelte es sich um eine Gegenschrift gegen den führenden zeitgenössischen muʽtazilitischen Theologen ʿAbd al-Dschabbār ibn Ahmad, in der al-Kirmānī die Seele als die von außen kommende Kraft bezeichnet, die den Körper mit Leben erfüllt. Die Seele ist, ihm zufolge, Leben und lebendig gleichzeitig, während ʿAbd al-Dschabbār bestritt, dass Leben (al-ḥayāt) etwas sei, das lebt (al-ḥayy).[47]

Die folgenden Werke können zeitlich nicht eingeordnet werden:
- Maidān al-ʿaql bzw. Maidan al-ʿuqūl, in Rāhat al-ʿaql zitiert.[48]
- Risālat al-Fihrist, möglicherweise ein von al-Kirmānī spät verfasstes Verzeichnis seiner Werke.[49]
- ar-Risāla al-lailīya, vielleicht mit ar-Risāla al-ḥāwiya fī l-lail wa-n-nahār identisch.[50]
- ar-Risāla at-taʾwīlīya. Möglicherweise handelt es sich dabei nicht um ein eigenständiges Werk, sondern um eine Sammlung von Abhandlungen über die Auslegung von Koranversen.[49]
- aš-Šiʿrī fi l-ḫawāṣṣ, wird in der Risālat Mabāsim al-bišārāt zitiert.[51][52]

## Lehren

### Der zweifache Gottesdienst
Einige Kritiker beschuldigten die Ismailiten, dass sie nur die esoterischen Aspekte des Gesetzes und der Schrift anerkennen würden. Sie behaupteten, die Ismailiten würden lehren, dass die Erfüllung der äußeren Pflichten nicht mehr notwendig sei, sobald man die innere Wahrheit (al-bāṭin) erkannt habe. Die Ismailiten wurden daher als „al-Bātinīya“ verspottet. Tatsächlich gab es schon in der frühen Schia und Ismāʿīlīya Gruppierungen, die der Ansicht waren, dass besondere Personen wie Propheten oder Imame in der Lage seien, ihr Wissen von der inneren Bedeutung (al-bāṭin) der göttlichen Offenbarung einem bestimmten privilegierten Kreis von Personen weiterzuvermitteln, die dann aufgrund dieses geheimen Wissens die äußeren Pflichten (aẓ-ẓāhir) eines Muslims, wie Beten, Fasten etc., nicht mehr zu erfüllen brauchten. Gleichzeitig gab es die Vorstellung, dass das Erscheinen des Messias in der Zukunft die Ära des Islam und damit die normative Gültigkeit der islamischen Scharia beenden werde. Diese Tendenzen erhielten zur Zeit al-Kirmānīs neuen Auftrieb durch ismailitische Dissidenten wie al-Hasan al-Achram al-Farghānī, Hamza ibn ʿAlī und Muhammad ibn Ismāʿīl ad-Darazī, die die Ansicht verbreiteten, dass mit dem Auftreten al-Hākims die Auferstehung (qiyāma) bereits stattgefunden und das Zeitalter des Islam somit geendet habe und damit auch die Pflicht zur Einhaltung der Gebote der islamischen Scharia.
Dagegen wandte sich al-Kirmānī entschieden mit seiner Doktrin von der zweifachen ʿIbāda oder dem zweifachen Gottesdienst, nämlich zum einen dem praktischen Gottesdienst (al-ʿibāda al-ʿamalīya), der durch die Ausübung der rituellen Handlungen, die Einhaltung der religiösen Gebote und moralischen Pflichten stattfindet, und zum anderen dem Wissensgottesdienst (al-ʿibāda al-ʿilmīya), der durch „Wissen“, d. h. die Kenntnis von der eigentlichen Bedeutung hinter den Glaubenshandlungen, dem Tauhīd und der wahren Realität des Universums und der Schöpfung erfolgt. Eine ähnliche Einstellung findet sich zwar in der gesamten erhaltenen ismailitischen Literatur, aber nirgendwo so konkret wie bei al-Kirmānī, der die Bedeutung dieses Themas für ihn schon dadurch deutlich macht, dass er die Anhänger seiner Glaubensrichtung in allen seinen Werken als „Leute der zweifachen Verehrung“ (ahl al-ʿibādatain) bezeichnet.
Ein wichtiger Aspekt in diesem Zusammenhang ist für al-Kirmānī die Unterscheidung zwischen den beiden Begriffen Muslim und Mu'min („Gläubiger“). Ein Muslim ist nach ihm nur dann auch ein Gläubiger, wenn er beides, die Glaubensaspekte und die Erfüllung der praktischen Pflichten beachtet. Wer Gott nur auf die eine Art verehrt, betreibt nach al-Kirmānī Gotteslästerung. Die religiösen Handlungen sind ihm zufolge eine Übung für die Seele. Durch sie erhält die zuerst nur potentiell existierende Seele Beständigkeit und endgültige Realität. Systematisch und detailliert geht al-Kirmānī auf das Thema des zweifachen Gottesdienstes durch Wissen (ʿilm) und Werk (ʿamal) vor allem in seiner Abhandlung ar-Risāla al-waḍīʾa fī maʿālim ad-dīn ein. Darin führt er auch die Inhalte des Wissensgottesdienstes und des praktischen Gottesdienstes im Einzelnen auf.

### Gottesvorstellung
Auf der höchsten Stufe des Wissensgottesdienstes steht das Verständnis des Tauhīd, also der absoluten Einzigkeit Gottes. In der Vermittlung der Wahrheit dieser Einzigkeit Gottes besteht für al-Kirmānī der höchste Zweck aller Lehre. Im Mittelpunkt steht dabei nicht das Erkennen Gottes oder der Gottesbeweis. Das Ziel ist vielmehr, das Dogma von der Einzigkeit Gottes von jeder Beeinträchtigung durch die Unvollkommenheit der menschlichen Vorstellungskraft und Erkenntnis freizuhalten. Den Ausgangspunkt für al-Kirmānīs Argumentation bilden die diesbezüglichen Erklärungsversuche der Muʿtaziliten, der Philosophen und früherer ismailitischer Dāʽīs, vor allem an-Muhammad an-Nasafīs (gest. 942) und Abū Yaʿqūb as-Sidschistānīs (gest. um 1000), die er jedoch alle aus dem einen oder anderen Grund für unzulänglich hält.
In seinem Werk Rāḥat al-ʿaql fasst al-Kirmānī seine Gottesvorstellung in verschiedenen Punkten zusammen, wobei er philosophische Begriffe wie al-ais zur Bezeichnung der Existenz bzw. des Existierenden (al-wuǧūud wa-l-mauǧūd) und al-lais zur Bezeichnung der Nicht-Existenz bzw. des Nicht-Existierenden (al-ʿadam wa-l-maʿadūm) verwendet. Über Gott formuliert al-Kirmānī die folgenden Aussagen:
- Gott hat keine Eigenschaften, er hat weder einen Körper noch ist er in einem Körper. Niemand kann ihn mit dem Verstand erfassen, noch kann ihn jemand mit den Sinnen wahrnehmen.[63]
- Gott ist weder Form (ṣūra) noch Materie (mādda).[64]
- Gott hat weder ein Gegenteil (ḍidd) noch ein Ebenbild (miṯl).[65]
- Es gibt in den Sprachen nichts, mit dem man ausdrücken kann, was Gottes würdig ist.[66]

Er entwirft hierbei eine negative Theologie in Form einer doppelten Negation. Gott ist weder körperlich noch nicht körperlich, weder an einem Ort noch nicht an einem Ort, weder zeitlich noch ewig. Für Mustafā Ghālib kommt hierin der Versuch al-Kirmānīs zum Ausdruck, die Argumente der Gegner der Ismailiten zu entkräften und die Verbindung zwischen der Ismāʿīlīya und dem Islam als Basis der Ismāʿīlīya zu betonen. Nach al-Kirmānī ist Gottes Existenz unbestreitbar. Wenn die Schöpfung existiert, muss auch Gott existieren. Am Anfang der Schöpfungskette steht für ihn jedoch nicht Gott, sondern der „erste Intellekt“. Dieser erste Intellekt ist das, was die Menschen meinen, wenn sie von Gott sprechen.
Gott dagegen ist das, worauf die Existenz des ersten Seienden und des kosmischen Systems überhaupt zurückgeht, aber selbst außerhalb des Systems steht. Er ist für den Verstand nicht fassbar. Schon der Versuch, Gott zu begreifen, würde die Distanz zu ihm vergrößern. Auch die Sprache ist für al-Kirmānī ein unzureichendes Mittel, um sich der Wahrheit Gottes zu nähern. Streitigkeiten unter früheren islamischen Theologen in dieser Frage seien darauf zurückzuführen, dass diese nicht verstanden hätten, dass die Attribute Gottes im Koran nicht wirklich auf Gott zutreffen. Dass es Gott gibt, drückt al-Kirmānī mit dem Begriff huwa bzw. huwīya aus. Er spricht von Gott als „einzigartig“ (fard) und als Schöpfer (mubdiʿ), das sei aber nur als ungefährer Hinweis nicht als Bezeichnung oder Beschreibung zu verstehen.

### Kosmogonie und Kosmologie
Der Begriff, der von zahlreichen islamischen Gelehrten, so auch al-Kirmānī, verwendet wird, wenn es um den Ursprung der Schöpfung geht, ist ibdāʿ. Er steht für den einzigartigen Schöpfungsakt Gottes, der zur Schaffung von etwas „nicht aus etwas“ (lā min šaiʾ) führt. So wie Gott selbst für den Menschen unbekannt und unbegreiflich sei, so verhalte es sich auch mit seiner Rolle als Schöpfer (mubdiʿ).
Das Ergebnis des Schöpfungsaktes ist nach al-Kirmānī der erste Intellekt (al-ʿaql al-auwal) als erstes Seiendes im kosmischen System und erste Ursache (prima causa, primum movens). Dieser erste Intellekt sei das, was die Menschen unter Gott verstehen. Der zweite Intellekt entsteht als eine Art Reflexion des ersten, indem letzterer, aus Freude über sein Dasein, ein Abbild seiner selbst erzeugt. Dieser Schöpfungsvorgang wird als Emanation (inbiʿāṯ) bezeichnet. Anders als der erste Intellekt nimmt der zweite Intellekt die Eigenschaft von Urmaterie bzw. Hyle (hayūla) an, der zusammen mit Form (Philosophie) (ṣūra) körperliches Sein hervorbringt.
Aus dem zweiten Intellekt entstehen, in hierarchischer Ordnung, acht weitere Intellekte. Aus diesen gehen wiederum die Sphären hervor. Die äußerste Sphäre bildet das schwarze Himmelsgewölbe, das sich in westlicher Richtung bewegt, die zweite diejenige der Fixsterne. Die Sphären drei bis zehn entsprechen den Sphären der sieben Planeten. Die Körper dieser Sphären bewegen sich in östlicher Richtung. Durch ihre perfekte stetige Kreisbewegung dienen und verehren sie Gott. Diese Bewegung gleicht derjenigen eines Pilgers um die Kaaba. Der zehnte Intellekt ist derjenige der irdischen Welt. Seine Materie sind die Elemente, aus denen Mineralien, Pflanzen und Tiere entstehen.
Al-Kirmānī war der erste Vertreter der ismailitischen Daʿwa, der dieses System aus zehn Intellekten zwischen Gott und der irdischen Welt lehrte. Dieses System war eng mit der Philosophie al-Fārābīs (gest. 950) verbunden, in dessen Schriften es zum ersten Mal im islamischen Kontext auftauchte. Al-Kirmānīs Kosmologie wurde von der fatimidischen Daʿwa nicht übernommen. Dafür lieferte es später die Grundlage für die ismailitische Kosmologie, die von mustaʿlī-taiyibitische Gelehrten im Jemen entwickelt wurde. Sie bildet das vierte und letzte Stadium der ismailitischen Kosmologie.

### Die Seele
In vielen seiner Werke befasste sich al-Kirmānī mit Fragen der Seele (nafs). In seinem Werk al-Aqwāl aḏ-ḏahabīya, in dem er auf Fragen der Medizin und der Behandlung von Krankheiten eingeht, bezeichnet er die Seele als das, was dem Individuum, von außen kommend, Leben verleiht. Die Seele ist Leben und lebendig zugleich. Im Zeitpunkt des Todes trennen sich Körper und Seele. Während der Körper stirbt, lebt die Seele weiter. Die Vorstellung der Seelenwanderung (tanāsuḫ) oder Wiedergeburt von Seelen in einer höheren oder niedrigeren Lebensform als Belohnung oder Bestrafung für vollbrachte Taten lehnte al-Kirmānī aber strikt ab.
Al-Kirmānī wandte sich auch amit gegen die neuplatonische Vorstellung von einer Universalseele, an der die menschliche Seele Anteil hat. Letztere fängt für ihn erst in dem Moment an zu existieren, in dem das entsprechende Individuum ins Dasein tritt. Die menschliche Seele entsteht ihm zufolge als die Vollendung ihres Körpers. Zu Beginn ihrer Existenz gleicht sie einem weißen Blatt Papier, ohne jedes Wissen und Verständnis in Bezug auf sich selbst und das Universum. Durch gute Ermahnung (mauʿiẓa ḥasana) muss sie erweckt und dazu angeregt werden, sich nach ihrer zweiten wahren Vervollkommnung und endgültigen Rettung zu sehnen.

### Daʿwa
Das Wissen, das der Seele ewiges Leben verleiht, ist gewöhnlichen Menschen nicht direkt zugänglich. Es kommt von den Propheten Gottes und ihren Nachfolgern, den Imamen, und wird in deren Namen und Auftrag von der Daʿwa weiterverbreitet und gelehrt. In seinem Werk ar-Riyāḍ schreibt al-Kirmānī, dass Gott gewusst habe, dass nicht alle seine Diener selbst zu einem vollkommenen Verständnis der Hierarchie und Einzigkeit Gottes gelangen könnten. Daher habe er in jedem Zeitalter eine bestimmte Person, einen Imam, mit einer Vollkommenheit ausgezeichnet, durch die er die Emanation empfangen könne, die von den Engeln kommend in die Welt ströme. Diesem Imam müssten die Menschen gehorchen und folgen, damit ihnen die Barmherzigkeit Gottes zuteil werde. Dies geschehe durch den zweifachen Gottesdienst. Aufgabe der Daʿwa innerhalb dieses Systems ist es, das vom Propheten gelieferte Gesetz (qānūn) zu verbreiten und zu bewahren.
In seinem Werk Rāḥat al-ʿaql unterscheidet al-Kirmānī zwischen der der offenen Daʿwa (ad-daʿwa aẓ-ẓāhira), die die Unterrichtung in den Formen des praktischen Gottesdienstes darstellt, und der verborgenen Daʿwa (ad-daʿwa al-bāṭina), die den spirituellen Gottesdienst zum Inhalt hat. Außerdem erklärt er, dass es innerhalb der ismailitischen Daʿwa zehn verschiedene Stufen gibt, von denen drei universal (kullīya) und sieben nachgeordnet (tābiʿa) sind. Die drei universalen Stufen sind das Gottesgesandtentum (risāla) Mohammeds, das Bevollmächtigtentum (wiṣāya) ʿAlīs und das Imamat (imāma). Jede der zehn Stufen schließt das ein, was ihr untergeordnet ist, nicht aber umgekehrt.

## Rezeption
Trotz seiner zentralen Position in der ismailitischen Daʿwa seiner Zeit, fand sein philosophischer Ansatz in den ihm unmittelbar Generationen nur wenig Widerhall. Nachdem seine Werke im 12. Jh. von der ismailitischen Gemeinschaft der Taiyibiten im Jemen wiederentdeckt worden waren, entwickelte sich al-Kirmānī für diese spezielle Gemeinschaft zum bedeutendsten Philosophen, insbesondere in kosmologischen Fragestellungen. Dieses große Interesse war der wesentliche Grund dafür, dass viele seiner Schriften erhalten geblieben sind. Praktisch alle noch existierenden Abschriften sind auf die Sammeltätigkeit der taiyibitischen Daʿwa zurückzuführen.
Da seine Werke zum großen Teil fast ein Jahrtausend lang nur taiyibitschen Kreisen zugänglich waren, war al-Kirmānī bis in die Mitte des 20. Jahrhunderts hinein Außenstehenden praktisch unbekannt. Dies änderte sich etwas mit der Veröffentlichung seines Hauptwerks Rāḥat al-ʿaql durch Muhammad Kāmil Husain und Muhammad Mustafā Hilmī 1953 in Kairo. Einen Meilenstein für die Forschungstätigkeit zu al-Kirmānī und seinem Werk bedeutete 1995 die Veröffentlichung von Daniel De Smet’s La Quiétude de l’intellect: Néoplatonisme et gnose ismaélienne dans l’oeuvre de Ḥamīd ad-Dīn al-Kirmānī (Xe/XIes.), eine Darstellung von al-Kirmānīs Philosophie auf Grundlage seines Werks Rāḥat al-ʿaql.